# Подільське плато

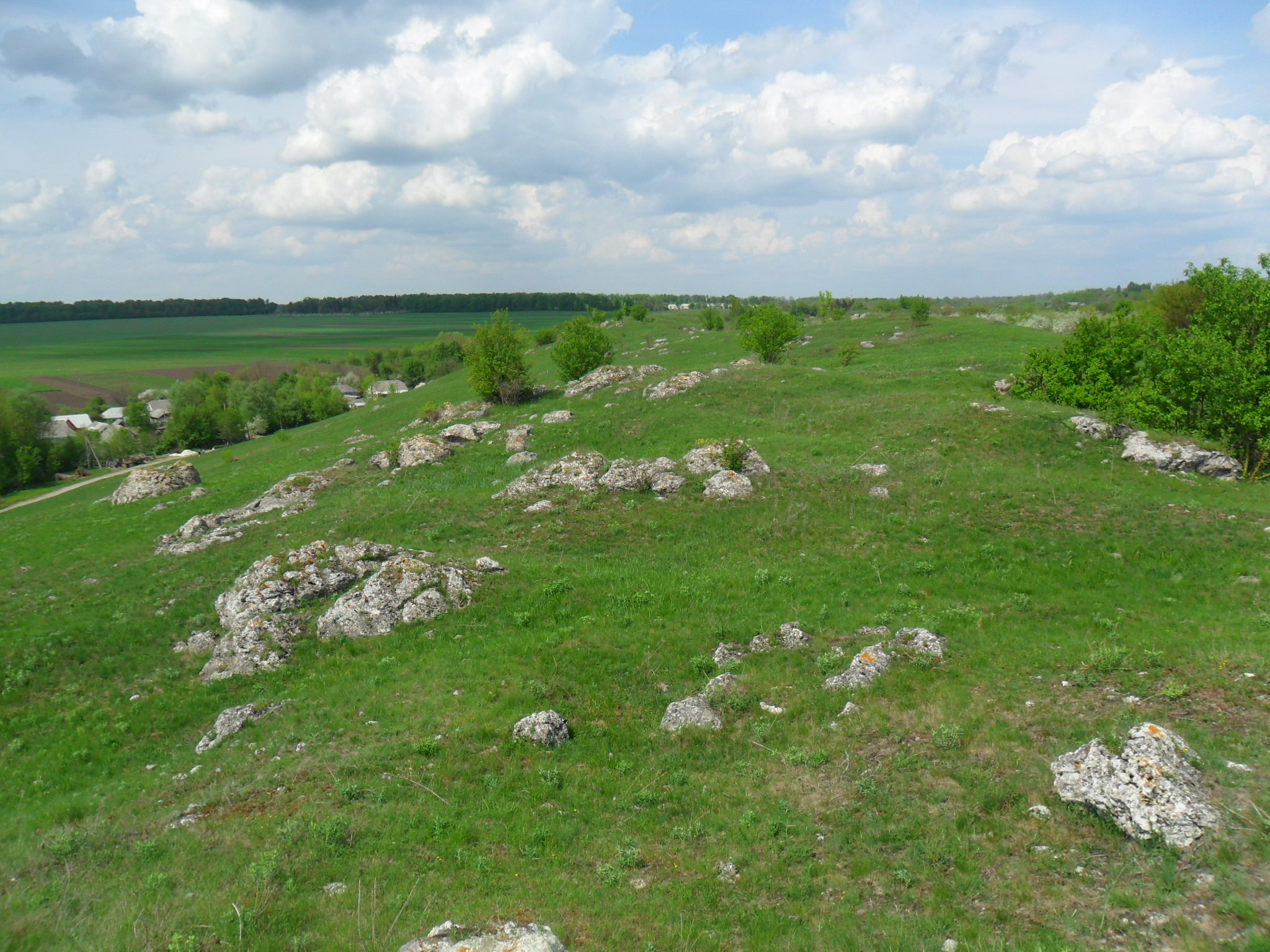
Подільські Товтри, що знаходяться на півдні плато

Подільське плато — південно-східна частина Подільської височини. Простягається на південь від річки Південний Буг до річки Дністер.

## Географія
Долини мають глибину до 200 м, круті схили та вузьке дно. Річки, які проходять по цих долинах, мають гірський характер. Їх русла і береги скелясті, дно складене твердими карбонатними породами, течія швидка. Вивітрені та розмиті вапняки, які видно на схилах долин, утворюють скелі різної форми.

## Рельєф
Поверхня плато досить підвищена над рівнем моря. Мережа глибоких балок і каньйоноподібних берегів утворює вузькохвилястий рельєф, де переважають протяжні схили, ще переходять в урвища. Більша частина Поділького плато відрізняється деякими особливостями: вона доволі густо порізана глибокими каньйоноподібними долинами лівих приток річки Дністер. Плато придністровської частини Подільської височини складається з окремих вузьких, довгих і паралельних, меридіонально орієнтованих ліній. Характерною ознакою у будові рельєфу Подільського плато є те, що кристалічний фундамент тут перекритий осадовими породами палеозойського та мезозойського віку невеликої потужності (перші сотні метрів), які залягають майже горизонтально з невеликим нахилом на південь і південний захід.
На Подільському плато переважають ерозійні форми різної величини та віку. Наймолодші за віком різноманітні промоїни та яри. Вони спричинені нераціональною господарською діяльністю людей: вирубуванням лісів і розорюванням схилів. Ці молоді ерозійні форми поширені переважно у Придністров'ї, для якого характерні глибоко врізані долини річок.

## Ґрунти
Подільське плато — структурна рівнина, вкрита лесами. Явища ерозії тут досить розвинені, що призвело до утворення великої кількості ерозованих ґрунтів. Морські осадові породи перекриті з поверхні майже суцільним покривом лесовидних суглинків, що є материнською породою ґрунтів.

## Пам'ятки природи
В південно-західний частині Подільського плато розташовується Національний природний парк «Подільські Товтри».